# Phlegra Dorsa
I Phlegra Dorsa sono una struttura geologica della superficie di Marte.